# Jesmyn Ward
Jesmyn Ward, född 1 april 1977 i DeLisle i Mississippi, är en amerikansk författare och professor i engelska vid Tulane University i New Orleans, Louisiana. Hon är den första kvinna och den första afroamerikan som har vunnit National Book Award for Fiction två gånger.

## Biografi
Jesmyn Ward föddes 1977 i Berkeley, Kalifornien, men växte upp i DeLisle, Mississippi. Hon var den första i sin familj att studera vid universitet och valde att bli författare för att hedra sin bror, som dödades av en berusad förare i oktober 2000.
Ward bor i Mississippi och har tre barn. Hon är professor i engelska vid Tulane University. Hennes genombrott kom 2008 med debutromanen Where the Line Bleeds.
Hennes make, Brandon R. Miller, avled i januari 2020 i Acute respiratory distress syndrome.

## Författarskap
Wards verk utforskar livet för fattiga afroamerikaner i kustnära Mississippi. Hennes tre första romaner utspelar sig alla i den fiktiva staden Bois Sauvage i Mississippi. I hennes fjärde roman, I den blinda världens djup (Let Us Descend) befinner sig huvudkaraktären Annis möjligen i ett tidigare Bois Sauvage när hon förs i kedjor från Carolinas kust och sätts i arbete på en sockerplantage i Mississippi nära New Orleans.
Ward har mottagit flera prestigefyllda utmärkelser, inklusive MacArthur-stipendiet.
Hon vann National Book Award for Fiction 2011 för sin andra roman Rädda varje spillra (Salvage the Bones), en berättelse om kärlek och gemenskap i mötet med orkanen Katrina. Hon vann också National Book Award for Fiction 2017 för sin roman De dödas sång (Sing, Unburied, Sing). 

## Priser och utmärkelser
- 2011 – National Book Award för romanen Salvage the Bones
- 2017 – National Book Award för romanen Sing, Unburied, Sing